# Naissance en 1118
Naissance
- 1114
- 1115
- 1116
- 1117
- 1118
- 1119
- 1120
- 1121
- 1122

Cette page dresse une liste de personnalités nées au cours de l'année 1118 :
- 16 mars : Narathu, cinquième roi de Pagan, en Birmanie (République de l'Union du Myanmar).
- 28 novembre : Manuel Comnène, empereur byzantin.

- Ahmed ar-Rifa'i, fondateur de l'ordre soufi Rifa'iyya.
- Eudes II de Bourgogne, duc de Bourgogne.
- Gualdim Pais, croisé portugais, frère-chevalier de l'Ordre du Temple ainsi que chevalier du roi Alphonse Ier de Portugal, est le fondateur de la ville de Tomar.
- Hartwig (en), comte de Stade et évêque de Brême.
- Harvise d'Évreux, aristocrate d'origine anglo-normande.
- Roger III d'Apulie, prince normand du royaume de Sicile, duc d'Apulie.
- Saigyō Hōshi, poète japonais ayant vécu à la fin de l’époque de Heian et au début de l’époque de Kamakura.
- Taira no Kiyomori, commandant militaire, noble de cour et homme d'État japonais de la fin de l'époque de Heian.

date incertaine (vers 1118)
- Andronic Ier Comnène, empereur byzantin.
- Thierry II de Lusace, margrave de Lusace (Orientalis marchio).
- Vakhtang (en), de la dynastie Bagrationi (en) (Géorgie), fils de David IV de Géorgie.

## Crédit d'auteurs
- Cet article est partiellement ou en totalité issu de l'article intitulé « 1118 » (voir la liste des auteurs).